# Пагаски залив
Пагаският залив (на гръцки: Παγασητικός κόλπος) е залив на Бяло море, на източния бряг на Гърция. Носи името на древния град Пагаса, днес предградие на Волос.

## Граници, големина
От изток е ограничен от полуостров Магнезия и планината Пелион, от север - от Тесалийската равнина, от югоизток – от скалистия полуостров Трикери и планината Тисеон (644 m), а от югозапад - от крайните разклонения на планината Отрис. На юг чрез Волоския проток и протока Трикери се свързва с Бяло море. Има закръглена форма с дължина от юг на север 26 km, най-голяма ширина 33 km, ширина на входа 6 km, максимална дълбочина 102 m. Приливите са полуденонощни, с височина до 0,5 m.

## Острови
В югоизточната му част при полуостров Трикери се намират няколко малки острова – Палио Трикери с Питу, Псати и Стронгили, на югозапад от село Милина са Прасуда и Алатас с Гларониси. В западната част на залива при полуостров Алмирос срещу село Амалиополи е малкият остров Аиос Николаос.

## Селища
Основното пристанище на Пагаския залив е град Волос, разположен на северното му крайбрежие, а на северозападното - град Неа Анхиалос. По бреговете му са разположени и множество други малки курортни селища, предлагащи идеални условия за плажуване и почивка.

## Галерия
- Ном Магнезия на картата на Гърция
- Изглед от Пагаситийския залив